# رومولوس (قمر)
رومولوس (انگلیسی: Romulus) قمر بیرونی و بزرگ‌تر سیارک ۸۷ سیلویا است. این سیارک یک مدار تقریباً دایره‌ای و نزدیک به استوایی را به دور سیارک مادر دنبال می‌کند. از این نظر به دیگر قمر سیلوین ریموس شبیه است.
رومولوس در فوریه ۲۰۰۱ با تلسکوپ کک ۲ توسط مایک براون و ژان لوک مارگوت کشف شد. نام کامل این قمر (۸۷) سیلویا ۱ رومولوس است. پیش از دریافت نام خود، این قمر به‌عنوان «اس/۲۰۰۱» (۸۷) ۱ شناخته می‌شد. نام این قمر از نام رومولوس، بنیانگذار اساطیری روم، یکی از دوقلوهای رئا سیلویا که توسط یک گرگ بزرگ شده، برگرفته‌شده‌است.
۸۷ سیلویا چگالی کمی دارد، که نشان می‌دهد احتمالاً توده‌ای از خرده سنگ است که در اثر برخورد مجدد بین بدنهٔ مادر و سیارک دیگر به صورت گرانشی به‌وجود آمده‌است؛ بنابراین، این احتمال وجود دارد که رومولوس و رموس، دومین قمر سیلویا، توده‌های قلوه سنگی کوچکتری باشند که در مدار بدنهٔ اصلی از بقایای همان برخورد جمع شده‌اند. در این مورد انتظار می‌رود که آلبدو و چگالی آنها مشابه سیلویا باشد.
انتظار می‌رود که مدار رومولوس کاملاً پایدار باشد - بسیار در داخل کرهٔ تپهٔ سیلویا (حدود ۱/۵۰ شعاع تپه سیلویا)، اما همچنین بسیار خارج از مدار سنکرون قرار دارد.
از سطح رومولوس، سیلویا یک ناحیه زاویه‌ای به عرض ۱۰×۱۶ درجه می‌گیرد، در حالی که اندازهٔ ظاهری رموس بین ۰٫۶۲ درجه و ۰٫۱۹ درجه تغییر می‌کند (برای مقایسه، اندازهٔ ظاهری ماه زمین در حدود ۰٫۵ درجه است).